# Jüdischer Friedhof (Šafov)

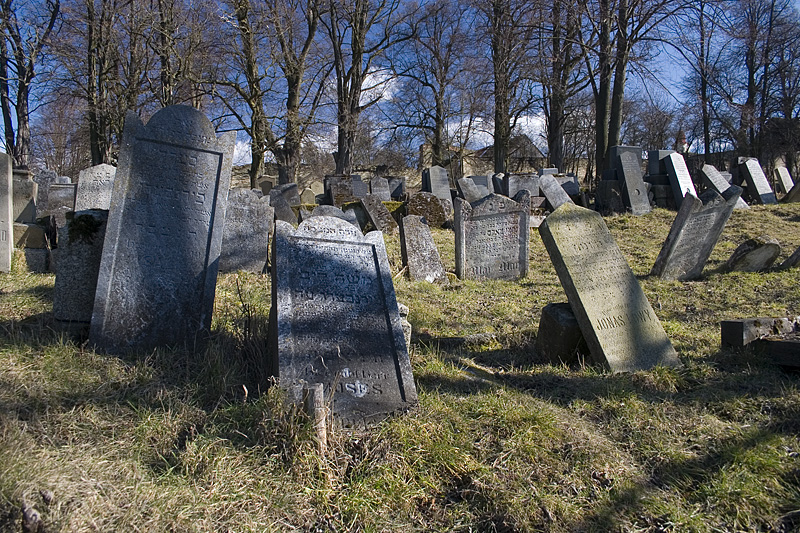
Jüdischer Friedhof in Šafov

Der Jüdische Friedhof in Šafov im südmährischen Kreis Okres Znojmo in Tschechien wurde gegen Ende des 17. Jahrhunderts errichtet. 
Im Ort gab es ab der zweiten Hälfte des 17. Jahrhunderts eine jüdische Gemeinde, die sich im jüdischen Viertel konzentrierte und ursprünglich 126 Häuser umfasste, von denen heute nur noch zehn erhalten sind. Die 1821/22 erbaute Synagoge wurde während des Protektorats Böhmen und Mähren durch die nationalsozialistischen Machthaber zerstört.
Auf dem Friedhof mit einer Fläche von 5013 m² sind heute noch 920 Grabsteine (Mazevot) erhalten, die ältesten sind von 1720.
Die österreichischen Politiker Hertha Firnberg, Bruno Kreisky und Johannes Hahn haben in Šafov jüdische Vorfahren.